# Madera (Dworszowice Kościelne)
Madera – przysiółek wsi Dworszowice Kościelne w Polsce, położony w województwie łódzkim, w powiecie pajęczańskim, w gminie Nowa Brzeźnica. 
Przysiółek wchodzi w skład sołectwa Dworszowice Kościelne.
W latach 1975–1998 przysiółek administracyjnie należał do województwa częstochowskiego.